# Пичори
Пичори или Пичора (абх. Бчара, груз. ფიჩორი) — село в Абхазии, в Галском районе частично признанной Республики Абхазия, согласно административному делению Грузии — в Гальском муниципалитете Абхазской Автономной Республики. Расположено в 25 км к юго-западу от райцентра Гал, у побережья Чёрного моря и у границы с краем Самегрело и Земо-Сванети Грузии. В административном отношении село представляет собой административный центр сельской администрации Пичора.

## Границы
На севере сельская администрация Пичора граничит с с/а (селом) Отобая Первая; на востоке — с с/а (селом) Отобая Вторая; на юге проходит граница Республики Абхазия с Грузией; на западе территория с/а выходит на Чёрное море.

## Администрация
В состав сельской администрации Пичора (Пичори) входят сёла:
- собственно Пичори (Пичора) — 401 человек (1989 г.)
- Начкаду, к югу от Пичори — 393 человек (1989 г.)
- Накаргали (Лакардзы), к востоку от Пичори — 270 человек (1989 г.)

## Население
По данным переписи 1989 года на территории Пичорской сельской администрации (сельсовета) жило 1064 человека, по данным переписи 2011 года население сельской администрации Пичора составило 1064 человек, в основном грузины (99,7 %).